# Szakal (film)
Szakal (ang. The Jackal) – film sensacyjny, thriller z 1997 roku, na podstawie powieści sensacyjnej Fredericka Forsytha Dzień Szakala. Jest to swobodny remake filmu Dzień Szakala Freda Zinnemanna z 1973 roku.

## Obsada
- Bruce Willis – Szakal
- Richard Gere – Declan Mulqueen
- Sidney Poitier – zastępca dyrektora FBI Carter Preston
- Diane Venora – mjr MWD Walentina Kozłowa
- Mathilda May – Isabella Celia Zancona
- J.K. Simmons – Witherspoon
- Richard Lineback – McMurphy
- John Cunningham – dyrektor FBI Donald Brown
- Jack Black – Ian Lamont
- Tess Harper – Pierwsza Dama
- Leslie Phillips – Woolburton
- Stephen Spinella – Douglas
- Sophie Okonedo – jamajska dziewczyna
- David Hayman – Terek Murad
- Steve Bassett – George Decker
- Jurij Stiepanow – Politowski
- Walt MacPherson – Dennehey
- Rawil Isjanow – Ghazzi Murad
- Maggie Castle – 13-letnia dziewczyna
- Daniel Dae Kim – Akashi

## Ekipa
- Reżyseria – Michael Caton-Jones
- Scenariusz – Kenneth Ross, Chuck Pfarrer
- Zdjęcia – Karl Walter Lindenlaub
- Muzyka – Carter Burwell
- Scenografia – Michael White
- Montaż – Jim Clark
- Kostiumy – Albert Wolsky
- Produkcja – Michael Caton-Jones, Sean Daniel, James Jacks, Kevin Jarre
- Producent wykonawczy – Terence A. Clegg, Mark Gordon, Gary Levinsohn, Hal Lieberman
- Casting – Ellen Chenoweth
- Dekoracja wnętrz – Kate J. Sullivan
- Dyrektor artystyczny – Raymond Dupuis, Ricky Eyres, John Fenner, Bruton Jones.

## Nagrody
- 1998 – Bogey Awards, Niemcy.
- 1998 (nominacje w 3 kategoriach) – Blockbuster Entertainment Awards Los Angeles, California, USA.

## Fabuła
W porównaniu do pierwowzoru książkowego istnieją duże różnice. Akcja przeniesiona jest do USA lat 90. Zamiast OAS, mocodawcą zamachu jest rosyjska mafia, a celem zamachu jeden z wysokich dygnitarzy administracji USA. Innym odstępstwem od pierwowzoru jest wprowadzenie trzeciej głównej postaci Declana Mulqueena, uwięzionego terrorysty z IRA, który pomaga służbom śledczym namierzyć „Szakala” (postać ta nie ma pierwowzoru w książce).